# Jordan Pefok
Theoson-Jordan Siebatcheu Pefok, mais conhecido como Jordan Pefok (Washington, D.C., 26 de abril de 1996) é um futebolista americano que atua como atacante. Atualmente, joga no Reims.

## Carreira

### Reims
Pefok iniciou no juvenil do Stade de Reims, tendo ingressado no clube aos 7 anos. Ele fez sua estreia na Ligue 1 em 31 de janeiro de 2015, contra o Toulouse, substituindo Alexi Peuget após 67 minutos em uma derrota por 1–0. Em 9 de agosto de 2015, Pefok marcou seu primeiro gol na Ligue 1 em apenas sua segunda partida contra o Girondins de Bordeaux. Assinou seu primeiro contrato profissional em setembro de 2015 se comprometendo a um contrato de três anos com Reims.

### Young Boys
Em 13 de setembro de 2020, foi emprestado ao time suíço Young Boys. Depois de marcar 15 gols e quatro assistências em todas as competições durante o empréstimo, o Young Boys exerceu a opção de compra, a partir de 1º de julho de 2021.
Em 14 de setembro de 2021, Pefok marcou o gol da vitória no último minuto na partida de abertura da Liga dos Campeões da UEFA de 2021–22, uma vitória por 2–1 contra o Manchester United.
Nasceu em Washington, D.C. filho de pais camaroneses e cresceu na França. Como resultado, ele foi inicialmente elegível para jogar internacionalmente pela França, Camarões ou Estados Unidos. Ele é um ex-jogador da seleção sub-21 da França.
Foi convocado pela primeira vez para a Seleção Francesa de Futebol Sub-21 para dois amistosos em junho de 2017. Ele marcou contra a Albânia em sua estreia e também jogou contra os sub-20 de Camarões.
A Federação de Futebol dos Estados Unidos perguntou sobre Pefok, e ele foi convidado pela seleção americana para uma partida contra a França em junho de 2018, mas recusou a convocação, citando sua transferência de Reims para Rennes, enquanto deixava a porta aberta para possível inclusão na seleção dos Estados Unidos no futuro. Em 10 de março de 2021, ele anunciou que se comprometeu a jogar pelos Estados Unidos.
Fez sua estreia pelos Estados Unidos em 25 de março de 2021, em uma vitória de 4–1 sobre a Jamaica. Em 3 de junho de 2021, marcou o gol da vitória aos 89 minutos em uma vitória por 1–0 sobre Honduras na semifinal da Liga das Nações da CONCACAF de 2019–20, após entrar no jogo como substituto.

## Nome
Jordan usa Pefok, sobrenome de sua mãe, nas costas de sua camisa dos Estados Unidos e do Union Berlin. Desde agosto de 2021, a Seleção de Futebol dos Estados Unidos tem se referido a ele como Jordan Pefok em comunicações públicas.

## Títulos
Reims
- Ligue 2: 2017–18

Rennes
- Copa da França de Futebol: 2018–19

Young Boys
- Campeonato Suíço de Futebol: 2020–21

Estados Unidos
- Liga das Nações da CONCACAF: 2019–20